# Советская районная школа
Советская районная школа — школа в социально-экономической географии, доминировавшая в Советском Союзе во второй половине 1930—70-х годах. В годы советской власти методология, разработанная в рамках этой школы, была единственной разрешенным подходом в экономико-географических исследованиях.
Первым и важнейшим этапом формирования советской районной школы стала разработка в 1920 году плана ГОЭЛРО, в ходе которой территория страны была разделена на экономические районы для формирования на их основе локальных энергетических, транспортных и промышленных систем, а также корректировки сетки АТД. Разработкой плана руководили Г. М. Кржижановский и И. Г. Александров.
Создателем советской районной школы как университетского направления является Н. Н. Баранский, в 1928 году написавший учебник, который излагал экономическую географию СССР по районному принципу (была использована именно сетка Госплана). В 1929 году на Физико-математическом факультете МГУ Н. Н. Баранским была основана кафедрa экономической географии СССР, которая оставалсь центром районной школы во все последующие периоды. В конце 1920-х-1 половине 1930-х годов все другие направления социально-экономической географии в СССР были свёрнуты.
Базовые понятия районной школы были заимствованы из марксистской политэкономии: частным случаем общественного разделения труда является территориальное разделение труда, в рамках которого, соответственно, субъектами специализации выступают страны и их отдельные районы. Порайонная специализация экономики была одной из идей плана ГОЭЛРО, который в числе прочего предполагал и экономическое районирование России.
Терминология районной школы была разработана Н. Н. Колосовским в 1940—1950-х годах. Им, в частности, введены термины энерго-производственный цикл (производства, имеющие общие базы по поставкам сырья и энергии), территориально-производственный комплекс (размещение производств в одном месте для достижения эффекта экономии на логистических затратах), разработана теория экономического районирования. Советская районная школа выработала наиболее подробную понятийную базу для географии промышленности, которая являлась её основным направлением. При этом, население в советской районной школе в течение долгого времени рассматривалось в первую очередь как трудовые ресурсы, а не как источник формирования спроса.
В связи с акцентом на практическую деятельность, наибольшего расцвета советская районная школа достигла в годы индустриального бума семилетки 1958—1965 гг.. Её представители работали в организациях, занимающихся проектированием новых промышленных предприятий и сопутствующей инфраструктуры (включая города), органах государственного планирования и т. д.
В 1970-е годы, в связи с переходом от территориального принципа управления экономикой к отраслевому, а также с выходом на первый план социальных проблем, методологический аппарат времён индустриализации, которым оперировала советская районная школа, становился всё менее востребованным и адекватным реальности. Научное направление быстро распадается на ряд отраслевых блоков, представители которых постепенно фактически отказались от принадлежности к советской районной школе. Схожая судьба в тот же период постигла англо-американскую школу пространственного анализа, которая оказывала заметное влияние на советскую экономическую географию во второй половине 1960—1970-е годы XX века.